# Moses Mosop
Moses Mosop (Kenia, 7 de julio de 1985) es un atleta keniano, especialista en la prueba de 10000 m, con la que ha logrado ser medallista de bronce mundial en 2005.

## Carrera deportiva
En el Mundial de Helsinki 2005 ganó la medalla de bronce en los 10000 metros, con un tiempo de 27:08.96 segundos que fue su mejor marca personal, quedando en el podio tras los etíopes Kenenisa Bekele y Sileshi Sihine (plata).